# Msida Saint-Joseph Football Club
Maillots
Le Msida Saint-Joseph Football Club est un club maltais de football basé à Msida, fondé en 1906.
Le club participe à la toute première édition du championnat de première division, lors de la saison 1909-1910, en se classant troisième sur cinq.

## Historique
- 1906 : fondation du club

## Palmarès
- Coupe de Malte
  - Finaliste : 2005

## Entraineurs
Liste des entraineurs.